# Damnation (Fernsehserie)
Damnation ist eine US-amerikanische Dramaserie von Tony Tost über einen vermeintlichen Prediger in den frühen 1930er-Jahren, der insgeheim die Stadtbewohner gegen Industrielle und einen Teil der Regierung aufwiegelt. Sie basiert auf einem Streik der US-amerikanischen Farmers’ Holiday Association, die Handlungsorte lehnen sich an die Gegend um Plymouth County (Iowa) an.

## Entstehung & Veröffentlichung
| Figur                          | Darsteller            | Deutscher Sprecher     |
| ------------------------------ | --------------------- | ---------------------- |
| Seth „Preacher Seth“ Davenport | Killian Scott         | Armin Schlagwein       |
| Creeley Turner                 | Logan Marshall-Green  | Paul Matzke            |
| Amelia Davenport               | Sarah Jones           | Greta Galisch de Palma |
| Bessie Louvin                  | Chasten Harmon        | Cornelia Waibel        |
| Sherrif Don Berryman           | Christopher Heyerdahl | Uwe Jellinek           |
| Connie Nunn                    | Melinda Page Hamilton | Katja Schmitz          |
| DL Sullivan                    | Joe Adler             |                        |

Die Serie war eine Koproduktion zwischen den Universal Cable Productions und Netflix. Ursprünglich sollte Aden Young die Hauptrolle spielen. Wegen künstlerischer Differenzen wurde er jedoch durch Killian Scott ersetzt.
Während die Serie in den USA von USA Network ausgestrahlt wurde, übernahm Netflix den internationalen Vertrieb. Die deutsche Fassung entstand bei der Studio Hamburg Synchron unter Dialogbuch von Engelbert von Nordhausen, Sunke Janssen und Roman Kretschmer. Dialogregie übernahm ebenfalls Nordhausen mit Karin Grüger. Am 25. Januar 2018 verkündete USA Network die Absetzung nach einer Staffel.